# AB 41
Autoblinda 41 (AB 41) a fost un autovehicul blindat folosit de Regatul Italiei în timpul celui de-al Doilea Război Mondial. Autoblindatul era înarmat cu un tun automat de calibrul 20 mm de tip Breda 35, o mitralieră coaxială de 8 mm și o mitralieră montată în partea din spate a vehiculului. Turela era similară cu cea montată pe tancul ușor Fiat L6/40.

## Descriere

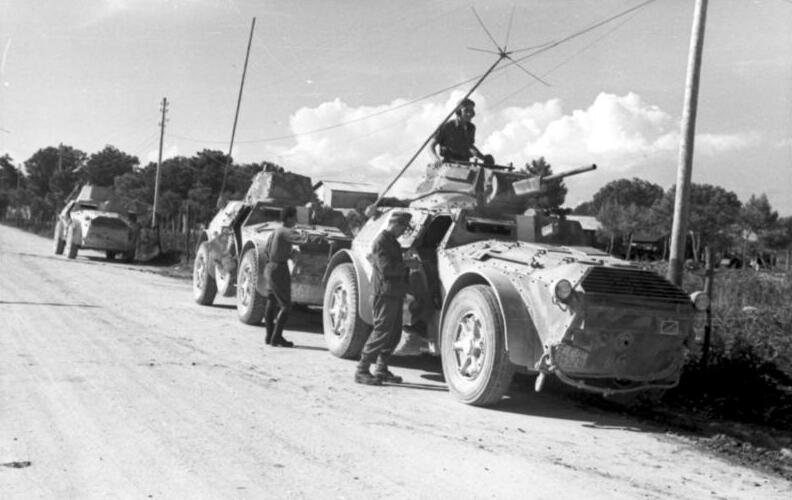
Autoblindate AB 41 în Balcani.

AB 41 (denumit după anul fabricației, 1941) avea la bază modelul înarmat doar cu mitralieră Autoblinda 40. Doar 24 de bucăți din modelul AB 40 au fost construite, acestea fiind ulterior transformate în AB 41. Vehiculul era asamblat prin nituire și avea tracțiune integrală. Roțile de rezervă de la mijlocul autovehiculului puteau fi manevrate, îmbunătățind astfel performanța pe teren accidentat. Sistemul de frânare era hidraulic, iar suspensia era independentă, bazată pe arcuri elicoidale. Echipajul era format din 2 șoferi (mecanici conductori), un comandant/servant care se ocupa de armamentul din turelă și un servant care se ocupa de mitraliera din spate. Vehiculul putea fi manevrat atât din față, cât și din spate. Motorul de 80 CP în 6 cilindri răcit cu apă era amplasat în partea din spate. Cutia de viteze avea 5 trepte, însă doar 4 trepte erau disponibile când mașina era condusă invers. Blindajul avea o grosime între 6 - 18 mm la turelă și 6 - 8 mm pentru restul vehiculului. Corpul autoblindatului era fixat pe șasiu prin intermediul unor bolțuri.
Aproximativ 550 de exemplare au fost construite în total.

## Variante
Un vehicul din patru era dotat cu o mitralieră antiaeriană. La nevoie, AB 41 putea fi adaptat să ruleze pe șine de tren: erau montate roți speciale, proiectoare, un plug pentru degajarea șinelor și nisipari pentru a împiedica patinarea vehiculului. Această versiune a fost denumită AB 41 Ferroviaria.

## Utilizare
AB 41 a fost utilizat în Africa de Nord, Balcani, Italia, Ungaria și pe Frontul de Răsărit. Vehiculul putea fi adaptat pentru a fi folosit în orice teatru de operațiuni. În deșert putea fi echipat cu anvelope speciale late pentru nisip. În Balcani, vehiculul era folosit în luptele contra partizanilor, fiind transformat pentru a rula pe șine cu boghiuri. 
După semnarea armistițiului de către Italia, Germania nazistă a confiscat 57 de autoblindate AB 41 și a construit încă 120 de vehicule cu motorul și turela îmbunătățite. Denumirea oficială în inventarul armatei germane era Panzerspähwagen AB41 201(i). 

## Utilizare în România
8 autoblindate AB 41 au fost livrate României la sfârșitul anului 1943 ca urmare a planurilor de înarmare Olivenbaum.  Acestea au fost confiscate de germani după armistițiul semnat de Italia și livrate României. 